# Stworzenie świata według Słowian
Słowiański mit o stworzeniu świata – w mitologii słowiańskiej mit kosmogoniczny, który wyjaśnia jak powstał świat, kto go stworzył i jakie zasady nim kierują. Mit ten w schrystianizowanej formie przetrwał jeszcze do XIX i XX wieku w różnych częściach słowiańszczyzny w zapiskach kronikarskich czy folklorze. W wierzeniach Słowian istnieją trzy wersje tego mitu: pierwsza wersja to tzw. mit ziemnego nurka (ang. earth-diver), który splata w sobie dwa główne motywy: motyw dualistyczny – do stworzenia świata wymagana jest współpraca Boga i Diabła (czyli „dobrego boga” i „złego boga”) oraz motyw oceaniczny – wody prabytu, skąd pochodzi nasienie Ziemi, druga wersja mówi o pochodzeniu wszechświata i świata z Kosmicznego Jaja oraz Drzewie Życia, a trzecia o stworzeniu z rozczłonkowanej postaci.

## Stworzenie świata

### Stworzenia przez nurkowanie
Zachowany z Polski mit pochodzi z ziemi sieradzkiej i spisany został w 1898 roku:

Na początku nic nie było poza niebem i morzem, Bogiem, który płynął łodzią i diabłem wyłaniającym się z piany morskiej, który przysiadł się do Boga. Pomysł stworzenia Ziemi podsunął Bogu diabeł, który sam tego nie mógł wykonać. Diabeł zanurzył się i wydobył z dna garść piasku. Bóg rzucił ją na wodę i stworzył zaczątek Ziemi tak szczupły, że obaj ledwo się na niej pomieścili. Bóg i diabeł zamieszkali Ziemię, diabeł zamyślił zepchnąć śpiącego Boga do wody, ale przyczynił się tym do rozrastania lądu od strony Boga, od wschodu i od własnej strony, od zachodu. Obaj stwórcy wszczęli spór, który skończył się odejściem Boga w niebiosa i strąceniem diabła, który też tam podążył, piorunami w otchłań.

W wariantach rosyjskich i ukraińskich diabeł zachowuje nieco piasku tworzenia pod językiem, a gdy Ziemia zaczyna rosnąć, piasek rozsadza jego usta. Mit ten zapisał rosyjski slawista Aleksandr Afanasjew, który jako jeden z pierwszych badaczy badał rosyjski folklor, w swojej książce z 1859 r. Rosyjskie legendy ludowe:

Na początku świata było dobrą wolą Bożą, aby poszerzać ziemię. Wezwali diabła i powiedzieli mu, żeby zanurkował w wodną otchłań, by zdobyć garść ziemi i sprowadzić ją do niego. – Dobrze, myśli Szatan, sam zrobię tę ziemię! Zanurkował, wyciągnął garść ziemi i wypchał nią usta. Przyniósł ją Bogu i daje mu, ale nie mówi ani słowa... Pan rzuca ziemię, gdziekolwiek ją rzuci, nagle jest tak płaska, że nawet gdy na jednym końcu staniesz – zobaczyć możesz wszystko, co się dzieje na drugim... Szatan zagląda... chciał coś powiedzieć i udławił się. Bóg go zapytał: czego ty chcesz? Diabeł kaszlał i uciekał ze strachu. Wtedy grzmot i piorun uderzył w biegającego szatana, a gdzie on się położy – będą wzgórza i pagórki; gdzie będzie kaszlał – będzie góra; gdzie podskoczy – będzie góra niebiańska. I tak, biegnąc po całej ziemi, wykopał ją; zrobił pagórki, wzgórza, góry i wysokie góry.

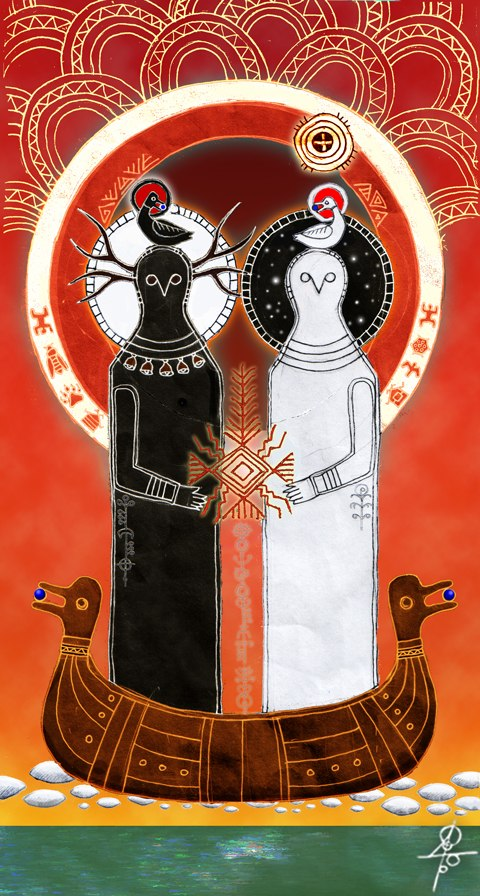
Stworzenie Ziemi, Maksim Suchariew.

Dualistyczny mit stworzenia przez nurkowanie „złego boga” ma 24 poświadczenia na obszarach bałtosłowiańskich oraz 12 poświadczeń na obszarach ugrofińskich. Mit bułgarski nie mówi o katastrofie diabła, lecz rozwija wątek tworzenia przez formułę „przez moc Bożą i moją”, który dwukrotnie odwrócił kolejność formuły przez co nie mógł dotrzeć na dno, dopiero gdy za trzecim razem wymówił formułę poprawnie dotarł do dna. Wariant mołdawski również kończy na rozszerzaniu Ziemi a Cyganie siedmiogrodzcy rozszerzyli motyw dualistyczny o karanie diabła przez byka oraz Drzewo Życia, z którego liści powstali ludzie. Tylko w micie ze Słowenii Bóg samodzielnie wybiera się po ziemię na dno. W innej wersji mitu Diabeł próbuje zepchnąć Boga do morza aby zostać jedynym stwórcą – najpierw popycha go na wschód, następnie na zachód, południe i północ, lecz ląd zawsze się rozszerza. Zirytowany tym faktem Diabeł budzi Boga i mówi mu, że czas pobłogosławić Ziemię, skoro tak urosła. Bóg mu odpowiada: „Kiedyś mnie nosił w cztery strony ku wodzie, żeby mnie w nią wrzucić, nakreśliłeś mną krzyż i tak ja sam pobłogosławiłem ziemię”. Następnie Bóg odchodzi w Niebiosa, a Szatan, który go zaatakował, został piorunami strącony do otchłani. Z pozoru poświęcenie ziemi wydaje się motywem chrześcijańskim, lecz motyw ten w mitach pełni funkcję wyznaczenia kierunków i istnieje w innych mitologiach: według Maidu Stwórca Ziemi zstąpił do kosmicznego środka świata i tam spotkał Kojota (postać-trickster), który po stworzeniu świata położył się spać. Stwórca Ziemi rozciągnął ziemię od południa, przez zachód, ku północy, a gdy Kojot się obudził, rozciągnął ziemię na wschód. Gdy Stwórca Ziemi został sam, obszedł ziemię zataczając pełen krąg umocowując (w jednej wersji mitu) kamiennymi hakami Ziemię do kierunków kardynalnych. Dlatego dla niektórych plemion indiańskich określanie kierunków świata jest czynnością religijną i z tego powodu meksykańscy Huiczole interpretują chrześcijańskie przeżegnanie się jako naśladownictwo indiańskiego mitu. Dla Słowian więc „poświęcenie Ziemi” to strukturalizacja wszechświata i wyznaczenie kierunków Ziemi oraz rozszerzenie stanu punktowego „w nieskończoność”. Jeszcze inny mit mówi o tym, że ziemia rośnie cały czas i Bóg, który został sam, nie wie jak ją zatrzymać. Bóg wysyła więc pszczołę, która ma podsłuchać Diabła. Diabeł śmiejąc się z Boga mówi sam do siebie: głupi Bóg nie wie, że trzeba wziąć jakiś patyk, narysować znak krzyża i powiedzieć „Starczy już tej Ziemi!”. Gdy Diabeł ujrzał uciekającą z ramienia pszczołę próbował ją złapać, lecz ta mu uciekła – przeklął więc jej pana: „Oby ten, co cię tu wysłał, jadł odtąd twoje łajno”, a Bóg, który to usłyszał, nakazał pszczole od tej pory produkować miód. Z ziemi dobrzyńskiej zachował się mit, gdzie Diabeł każe kaczce ukraść trochę ziemi od Boga, a gdy wracała z ziemią w dziobie, pochwycił ją jastrząb, który zaczął ją dusić, a z ziemi, która wypadła z jej dzioba, powstały góry. Do stworzenia świata lub jakiejś istoty zawsze wymagana jest współpraca Boga i Diabła, którzy obdarzeni są równą mocą.
Badacze identyfikują też słowiańskich bogów, którzy kryją się pod chrześcijańskimi określeniami Bóg i Diabeł. Słowiańskie słowo Bóg zostało użyte przez chrześcijańskich misjonarzy jako odpowiednik łacińskiego Deus i greckiego Theos gdyż odpowiadało ono znaczeniowo pojęciu istoty nadprzyrodzonej, lecz w religii słowiańskiej bóg zawsze występuje w nazwach złożonych tj. Dadź-bóg, Strzy-bóg, Czarno-bóg, czy w imionach tj. Boży-dar, Bogu-mił, Bogu-sław, itp., więc najpewniej Bóg nie był imieniem własnym dla istoty wymienionej w mitach stworzenia. Przy interpretacji postaci Boga pomocny może być tekst Prokopiusza dotyczący religii Słowian: 

Uważają oni, że jeden tylko bóg, twórca błyskawicy, jest panem całego świata, i składają mu w ofierze woły i wszystkie inne zwierzęta ofiarne. O przeznaczeniu nic nie wiedzą ani nie przyznają mu żadnej roli w życiu ludzkim, lecz kiedy śmierć zajrzy im w oczy, czy to w chorobie czy na wojnie, ślubują wówczas, że jeśli jej unikną, złożą bogu natychmiast ofiarę w zamian za ocalone życie, a uniknąwszy składają ją, jak przyobiecali, i są przekonani, że kupili sobie ocalenie za tę właśnie ofiarę

Kazimierz Moszyński analizując ludowy obraz chrześcijańskiego Boga wskazuje, że Bóg siedzi w niebie, gniewając się zsyła deszcze, strzela piorunami w złe duchy, rządzi drapieżnymi zwierzętami oraz losem. Cechy te wskazują na boga-gromowładcę, w związku z czym najprawdopodobniej to Perun został zastąpiony przez Boga. Perun jest jednym z najstarszych indoeuropejskich bogów i wywodzi się od praindoeuropejskiego boga burzy *perkʷunos'a. Jego imię prawdopodobnie oznacza dosłownie „Uderzający” (por. prać – „bić, uderzać”). Rdzeń *perkʷ oznacza dąb (por. łacińskie querqus – „dąb”) – święte drzewo poświęcone Perunowi. W ruskich kronikach przedstawiany jest jako siwowłosy co odróżniałoby go od celtyckiego Taranisa, germańskiego Thora czy Indyjskiego Indry jako bogów wojennych, a upodabniało do rzymskiego Jowisza i greckiego Zeusa jako władców. Według niektórych jednak badaczy, np. Henryka Łowmiańskiego, opis Boga wskazuje raczej na Swaroga. Diabła natomiast interpretuje się jako Welesa – boga podziemi. W Powieści dorocznej Rusini zawierając przymierze z Grekami przysięgają na Peruna i Welesa co może sugerować, że moc Welesa była porównywalna Perunowi. W schrystianizowanym folklorze tak jak Perun został zdewaluowany do pioruna – określania na błyskawicę, tak Weles został zdewaluowany do welesa – określenia diabła w języku czeskim. W folklorze południowosłowiańskim Św. Eliaszowi, schrystianizowanemu Perunowi, często przeciwstawia się Św. Mikołaja, czyli schrystianizowanego Welesa. Do mitu stworzenia pasują też Czarnobóg oraz zrekonstruowany Białobóg, którzy mieli być czczeni przez Słowian połabskich: 

Panuje zaś wśród Słowian dziwaczny zabobon: w czasie uczt i pijatyk podają sobie wkoło czaszę, w którą imieniem boga dobra i zła składają słowa, nie powiem poświęcenia, lecz przekleństwa. Wierzą bowiem, że losem pomyślnym kieruje dobry bóg, wrogim zaś bóg zły, dlatego owego złego boga nazywają w swoim języku Diabłem, czyli Czarnobogiem.

Mit ten może pochodzić z jakiegoś dawnego substratu, być może przedindoeuropejskiego, przyswojonego przez Słowian i poddany dalszym przemianom. Mit ten mógł się utrwalić także pod wpływem irańskiej antytetycznej pary Ahura Mazdy i Arymana, którzy odcisnęli ślad w różnych religiach synkretycznych. Sugerowano także wpływ bogomilski: wyznawcy tej religii twierdzili, że głównym dramatem stworzenia jest konflikt między dwoma braćmi: starszym Satanaelem (przyrostek -el dodaje boski pierwiastek Szatanowi) i młodszym Jezusem (Sawaofem – Słowem = Logosem-Chrystusem) – Satanael stworzył świat i człowieka, a Bóg dla ich ocalenia posłał doń Słowo w postaci Jezusa. W XVI wiecznej Legendzie Morza Tyberiadzkiego Bóg, gdy unosił się nad wodą, ujrzał Satanaela jako ptaka wodnego i kazał ma zanurkować do morza. Według krytyków tej teorii posiada ona poważne braki: pełny tekst tego mitu nie występuje w żadnym tekście bogomilskim, mit ten nie występuje na obszarach opanowanych przez bogomilizm, również na zachodzie Europy, gdzie katarzy wpływali na miejscowy folklor. Mit ten natomiast istniał na terenach Polski, Ukrainy i Białorusi, gdzie wiara bogomilska nigdy nie dotarła.

### Stworzenie z Kosmicznego Jaja

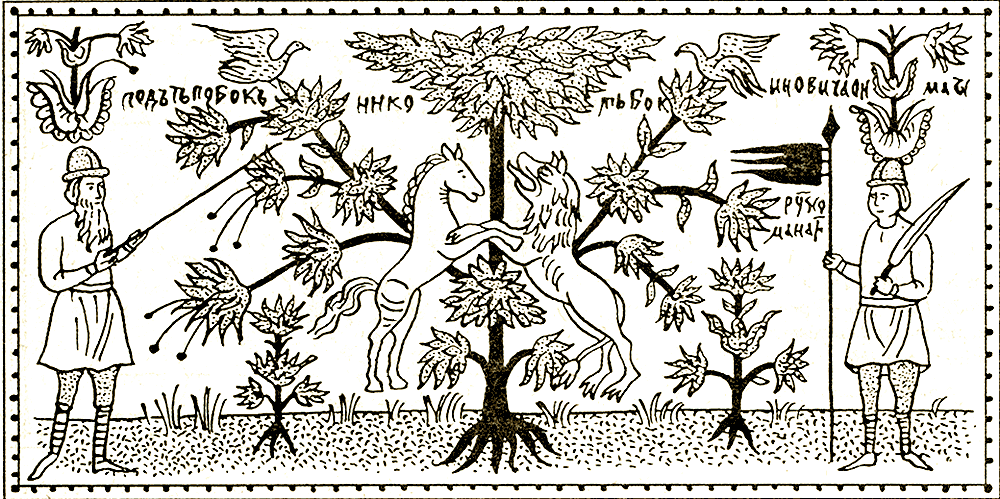
Drzewo Świata namalowane na skrzyni, Rosja, koniec XVII wieku.

Mit w którym może się zawierać stworzenie świata z Kosmicznego Jaja występuje w kolędzie karpackiej również spisanej przez Afanasjewa:
| Było to ongiś na początku świata – Wtedy nie było nieba ani ziemi, Nieba ni ziemi tylko sine morze, A pośród morza na dębie Siedziały dwa gołębie. Dwa gołębie na dębie Toczyły taką naradę, Rade radziły i gruchały: Jakże my mamy stworzyć świat? Spuścimy się na dno do morza, Wyniesiemy drobnego piasku Drobnego piasku, niebieskiego kamienia. Drobny piaseczek posiejemy, Niebieski kamyczek podniesiemy. Z drobnego piasku – czarna ziemica, – lodowata wodzica, zielona trawica. Z niebieskiego kamienia – błękitne niebo, niebieskie niebo, świetliste słoneczko, Świetliste słoneczko, jasny miesiączek, jasny miesiączek i wszystkie gwiazdeczki |

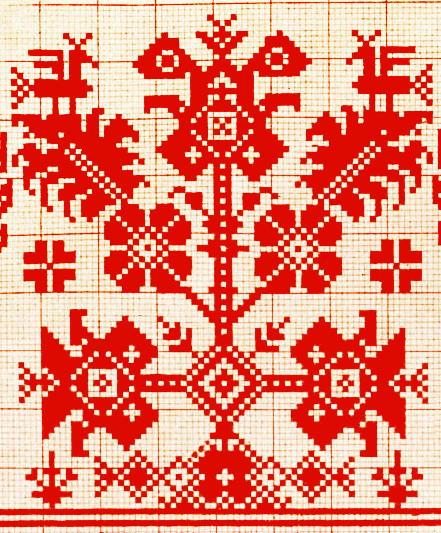
Rosyjski haft z XIX wieku.

Ta kolęda zawiera w sobie trzy elementy: pierwszy to dwa gołębie siedzące na dębie, drugi to wyłowienie piasku i kamieni przez ptaki, trzeci to stworzenie świata. Dwa gołębie, ptaki lub kury w koronie drzewa to popularny wśród Słowian motyw – przedstawia on Drzewo Kosmiczne. W folklorze Drzewo Kosmiczne stoi w „pępku świata”, ma być ciężkie, wysokie i o szerokim liściu. W podobnym zachowanym micie Bóg wrzuca swoją laskę do wody, która następnie zmienia się w drzewo. Na jego gałęzi zasiadają Bóg i Diabeł by wyłowić świat z wody. Na związek tej modlitwy z Kosmicznym Jajem wskazuje „drobny piasek”, z którego stworzono „czarną ziemię” oraz „niebieskie kamienie”, z których stworzono niebo i ciała niebieskie. Odpowiada to szeroko rozpowszechnionym mitom Kosmicznego Jaja, które zostaje rozbite w akcie twórczym i z którego dolnej skorupy powstaje Ziemia, a z górnej skorupy powstają Niebiosa.
Władimir Toporow wskazuje również na istnienie tego mitu w rosyjskich bajkach. W bajkach tych bohater poszukujący królewny przemierza trzy królestwa, a po pokonaniu trzech żmijów zmniejsza królestwa do trzech jajek. 

W rezultacie podróży bohater znajduje wielkie drzewo (zwykle dąb), ratuje pisklęta siedzące na gałęziach drzewa, za co matka piskląt (najczęściej orlica) wynosi bohatera z podziemnego królestwa na ziemię. Tam rzuca on kolejno każde z trzech jajek rozwijających się w odpowiednie królestwo

Baśniowe jaja na ogół zanurzone są w wodzie, a ich wyciągnięcie i rozbicie powoduje stworzenie „królestwa” – świata w języku baśniowym. Także troistość jaj-królestw nie jest przypadkowa – odpowiada ona trójpodziałowi świata w mitologiach indoeuropejskich na Niebiosa (Wyraj), Ziemię oraz Podziemie (Nawia). Na ziemi dobrzyńskiej wprost uważano, że świat powstał z jaja leżącego na niebotycznym drzewie oraz zachowało się opowiadanie o królewnie z jajka, którą miał poślubić książę: podstępem została przez czarownicę zamieniona w kaczkę, którą zabito, z której krwi następnie wyrosła jabłoń. Ze Słowenii zachował się mit, gdzie Bóg posyła na ziemię koguta, który składa jajo, z którego wylewa się siedem rzek:

W miejscu gdzie ziemia była jałowa, nie było nic oprócz nagiego kamienia. Bóg żałował tego i wysłał swojego koguta na ziemię, aby ją zapłodnił, a następnie wychował ludzką rasę. Kogut schodzi na klify i składa jajko o cudownej mocy w cudownym celu. Jajko się wykluwa i wypływa z niego siedem rzek w ciągu dnia. Rzeki wypełniły krajobraz wodą i wkrótce wszystko było zielone, a ziemia przyniosła kwiaty i owoce.

W Polsce istniały także zagadki, które wskazywały na jajo: „Jest świat. A w tym świecie żółty kwiat” lub „Jest sobie biały świat. A w tym świecie żółty kwiat”.

### Stworzenie z rozczłonkowania
Zachował się jeszcze jeden rodzaj mitu o stworzeniu świata – stworzenie świata z rozczłonkowanej pierwszej istoty ludzkiej lub innej postaci. Stanisław Schayer przypomniał tekst z Księgi Gołębiej, która była zbiorem ustnych opowieści duchownych, następującą historię: z nieba spadła wielka księga w której zapisana była historia bytu; królowie proszą cara Dawida o jej odczytanie, ale księga jest zbyt wielka, jednak Dawid pod natchnieniem Ducha Świętego odpowie na trzy pytania; pierwsze z nich dotyczy powstania świata:
| Nasz świat biały wziął się od Pana Krasne słońce z lica Bożego Młode światło księżyca z piersi Jego Białe zorze z oczu Bożych Gęste gwiazdy z szat Jego Bujne wiatry z Ducha Świętego Lud boży od Adama Krzepkie kości wzięte z kamienia Ciała nasze z wilgotnej ziemi |

W czterech wariantach trzy ostatnie wiersze zastępuje tekst:
| Stąd u nas na ziemi poszli carowie: Ze świętej głowy Adamowej. Stąd poczęli się kniaziowie – bojarzy: Ze świętych mocy Adamowych. Stąd chłopi prawosławni: Ze świętego kolana Adama |

Mit ten najprawdopodobniej nie jest wpływem chrześcijańskim, lecz frazeologia słowiańska została schrystianizowana, prawdopodobnie pod wpływem apokryficznej Księgi Enocha, w której zrobiono to samo z mitem irańskim, który z kolei mógł być źródłem mitu ruskiego. Podobny motyw występował w różnych częściach świata, np. w Skandynawii (Ymir) czy w Rzymie (Atlas).

## Funkcjonowanie świata
Świat podtrzymywany jest przez zwierzęta lub ryby. W micie opisanym przez Afanasjewa świat podtrzymywany jest przez wieloryby: na początku było ich siedem, lecz trzy odeszły i zostały cztery. Później jeden zmarł i zostały trzy i dlatego świat jest nierówny. Podobny mit, gdzie obalenie jednego ze „słupów świata” powoduje katastrofę, występuje np. w Chinach. Taki rozkład pierwotnej siódemki: 3 + 1 + 3 może świadczyć o wielości światów – trzy były przed naszym i trzy będą po naszym. Podobny motyw istnieje wśród Indian Hopi czy w doktrynie pięciu światów Bambara. Świat, aby nie pękł, owinięty wokół jest Żmijem lub Żmiją. Może to oznaczać ciągłe zagrożenie ze strony jednego ze stwórców. Podobny motyw istnieje w mitologii nordyckiej (Jormungund).
Kopuła świata była stworzona z kamienia, czasami z krzemu, co tłumaczyło powstawanie błyskawic, lub z niebieskiego kamienia szlachetnego, będącego symbolem zastanego czasu. Kopuła, w szczególności u Słowian zachodnich, oparta była na „słupie” (rodzaj Axis Mundi-Drzewa Kosmicznego) biegnącym od Gwiazdy Polarnej, które obraca całe sklepienie. Miejsce styku słupa ze sklepieniem i ziemią miało specyficzne właściwości: nazywano te miejsca sierdzieniem lub żabką – w ten sam sposób nazywano trzpień dyszla w wozie, co wiązane jest z gwiazdozbiorem Wielkiego i Małego Wozu.
U Słowian dusze zmarłych podróżowały do Zaświatów mostem – w nocy była to Droga Mleczna a w ciągu dnia była to tęcza. W materiałach zebranych przez Marię Gładyszową taką Drogę Mleczną nazywa się Drogą Dusz, Drogą Wojska (niebieskiego) i była ona wysypana gwiezdnym pyłem. Innym Axis Mundi łączącym światy było Drzewo Rodowe, związane z dziadami – imię zmarłego jest również jego tożsamością i trwa dotąd, dokąd ktoś wspomina jego imię, aż jego imię zostaje zapomniane i dołącza do bezimiennej grupy dusz. Z kolei dusze przebywające już w zaświatach wracają na Ziemię na promieniach słońca.
U Słowian Drzewa Kosmiczne mogły funkcjonować jako Kosmiczne Góry. Góry często traktowano jako magiczne miejsca, budowano na nich świątynie lub przeprowadzano tam obrzędy. Szczególną czcią cieszyły się góry takie jak Ślęża, Wzgórze Tumskie, Wzgórze Kijowskie czy Łysą Górę, Czarnogórzanie górę Durmitor nazywali „Słupem Niebieskim”, a Słowacy za świętą górę uznawali Krywań. Na Rusi uważano, że „pierwsza ukazała się z wody wysoka góra Trigław”.